# Ścieżki dźwiękowe z serii Kanon
Kanon to powieść wizualna stworzona przez studio Key i wydana przez VisualArt’s w 1999 roku. Toei Animation zaadaptowało ją do 13-odcinkowego telewizyjnego serialu anime w reżyserii Naoyukiego Itō i muzyką Hiroyukiego Kōzu, które było emitowane w 2002 roku. Kyoto Animation również stworzyło jej adaptację w postaci 24-odcinkowego telewizyjnego serialu anime emitowanego w latach 2006–2007 w reżyserii Tatsuyi Ishihary i muzyką Shinjiego Orito. Dyskografia gry Kanon i jej adaptacji anime składa się z jednej kompilacji, trzech singli, trzech ścieżek dźwiękowych oraz trzech remix albumów.
Trzon dyskografii stanowią trzy albumy ze ścieżkami dźwiękowymi. Soundtrack gry, który został również wykorzystany w drugiej serii anime, stworzyła wytwórnia Key Sounds Label i wydała w 2002 roku. Zawarte na nim utwory skomponowali i zaaranżowali Jun Maeda, Shinji Orito i OdiakeS. Dwie ścieżki dźwiękowe do pierwszej serii anime wydane zostały w 2002 roku przez Movic. Skomponowali i zaaranżowali je Hiroyuki Kōzu, Kōji Ueno i Shinji Orito. Dwa remix albumy do powieści wizualnej zostały wydane w 1999 i 2003 roku, a pojedynczy remix album do pierwszej serii anime pojawił się w sprzedaży w 2003 roku. Kompilacja zawierająca remiksy utworów z poprzednich albumów została wydana w 2001 roku. Wydano również trzy single, po jednym dla gry i obu serii anime, zawierające ich piosenki przewodnie.

## Albumy

### Anemoscope
Anemoscope jest albumem z aranżacjami wydanym przez Key, który dodawany był do pierwszego wydania powieści wizualnej Kanon z 4 czerwca 1999 roku. Dziesięć z dwunastu zawartych na płycie utworów to zaaranżowane wersje muzyki tła z powieści wizualnej, a dwa pozostałe to oryginalne piosenki przewodnie „Last regrets” i „Kaze no tadoritsuku basho” śpiewane przez Ayanę.
| Lista utworów | Lista utworów                                                                       | Lista utworów | Lista utworów              | Lista utworów |
| Nr            | Tytuł utworu                                                                        | Muzyka        | Aranżacja                  | Długość       |
| ------------- | ----------------------------------------------------------------------------------- | ------------- | -------------------------- | ------------- |
| 1.            | „pure snows”                                                                        | Shinji Orito  | Magome Togoshi             | 4:22          |
| 2.            | „Last regrets” (Słowa: Jun Maeda; Wykonanie: Ayana)                                 | Jun Maeda     | Kazuya Takase (I've Sound) | 6:12          |
| 3.            | „Shōjo no ori” (少女の檻)                                                           | OdiakeS       | Shinji Orito               | 3:10          |
| 4.            | „Kaze o matta hi” (風を待った日)                                                    | Shinji Orito  | Magome Togoshi             | 5:45          |
| 5.            | „Yuki no shōjo” (雪の少女)                                                          | Shinji Orito  | Magome Togoshi             | 3:41          |
| 6.            | „Tōdo kōgen” (凍土高原)                                                             | Shinji Orito  | Magome Togoshi             | 3:59          |
| 7.            | „Hidamari no machi” (日溜りの街)                                                    | Shinji Orito  | Magome Togoshi             | 5:47          |
| 8.            | „the fox and the grapes”                                                            | OdiakeS       | Shinji Orito               | 4:15          |
| 9.            | „Kigi no koe to hibi no zawameki” (木々の声と日々のざわめき)                        | Shinji Orito  | Magome Togoshi             | 3:35          |
| 10.           | „Egao no mukōgawa ni” (笑顔の向こう側に)                                            | Shinji Orito  | Magome Togoshi             | 3:12          |
| 11.           | „Umaretate no kaze” (生まれたての風)                                                | Shinji Orito  | Magome Togoshi             | 4:39          |
| 12.           | „Kaze no tadoritsuku basho” (風の辿り着く場所) (Słowa: Jun Maeda; Wykonanie: Ayana) | Shinji Orito  | Kazuya Takase (I've Sound) | 6:08          |
|               |                                                                                     |               |                            | 54:45         |

### Recollections
Recollections to kompilacja najlepszych utworów powieści wizualnej Kanon, wydana przez Key Sounds Label 29 grudnia 2001 roku podczas 61. Comiket w Japonii. Album posiada numer katalogowy KSLA-0003, a jego szersza dystrybucja rozpoczęła się 29 listopada 2002 roku. Zawiera jedną płytę z trzynastoma utworami, którymi są przede wszystkim utwory z albumów Anemoscope i singla „Last regrets / Place of wind which arrives”; siedem z pierwszego, trzy z drugiego. Album zawiera również trzy nowe aranżacje utworów wykorzystanych w powieści wizualnej: dwie melodie tła oraz aranżację piosenki otwierającej grę „Last regrets” w wersji akustycznej śpiewanej przez Lię. Utwory znajdujące się na płycie zostały zaaranżowane przez Shinji Orito, Magome Togoshi i Ryō Okabe.
| Lista utworów | Lista utworów                                                                        | Lista utworów | Lista utworów  | Lista utworów |
| Nr            | Tytuł utworu                                                                         | Muzyka        | Aranżacja      | Długość       |
| ------------- | ------------------------------------------------------------------------------------ | ------------- | -------------- | ------------- |
| 1.            | „pure snows” (z Anemoscope)                                                          | Shinji Orito  | Magome Togoshi | 4:26          |
| 2.            | „Last regrets (acoustic version)” (Słowa: Jun Maeda; Wykonanie: Lia; nowa aranżacja) | Jun Maeda     | Ryō Okabe      | 6:31          |
| 3.            | „Asakage” (朝影; z singla „Last regrets”)                                            | Shinji Orito  | Magome Togoshi | 5:27          |
| 4.            | „the fox and the grapes” (z Anemoscope)                                              | OdiakeS       | Shinji Orito   | 4:16          |
| 5.            | „Shōjo no ori” (少女の檻)                                                            | OdiakeS       | Shinji Orito   | 3:10          |
| 6.            | „Hidamari no machi” (日溜まりの街)                                                   | Shinji Orito  | Magome Togoshi | 5:59          |
| 7.            | „Fuyu no hanabi” (冬の花火; z singla „Last regrets”)                                 | Jun Maeda     | Shinji Orito   | 3:41          |
| 8.            | „Kanojotachi no kenkai” (彼女たちの見解; nowa aranżacja)                             | Shinji Orito  | Magome Togoshi | 6:53          |
| 9.            | „Kaze o matta hi” (風を待った日)                                                     | Shinji Orito  | Magome Togoshi | 6:09          |
| 10.           | „Tōdo kōgen” (凍土高原)                                                              | Shinji Orito  | Magome Togoshi | 4:01          |
| 11.           | „Zankō” (残光; nowa aranżacja)                                                       | Jun Maeda     | Shinji Orito   | 3:53          |
| 12.           | „Umaretate no kaze” (生まれたての風)                                                 | Shinji Orito  | Magome Togoshi | 5:40          |
| 13.           | „Little fragments” (z singla „Last regrets”)                                         | Shinji Orito  | Magome Togoshi | 4:25          |
|               |                                                                                      |               |                | 1:04:31       |

### Kanon Original Soundtrack
Kanon Original Soundtrack został wydany 25 października 2002 roku w Japonii przez Key Sounds Label z numerem katalogowym KSLA-0006. Na płycie znajdują się dwadzieścia cztery utwory, które skomponowali, zaaranżowali i wyprodukowali Jun Maeda, Shinji Orito, OdiakeS i Kazuya Takase z I've Sound. Piosenki „Last regrets” i „Kaze no tadoritsuku basho” zostały zaśpiewane przez Ayanę. Pierwszą połowę ostatniego utworu stanowi skrócona wersja „Kaze no tadoritsuku basho”, po czym następuje dłuższa przerwa i grany jest ukryty utwór „Yuki no shōjo”, który pierwotnie pojawił się w albumie Anemoscope.
| Lista utworów | Lista utworów | Lista utworów | Lista utworów |
| Nr            | Tytuł utworu | Muzyka        | Długość       |
| ------------- | --- | ------------- | ------------- |
| 1.            | „Asakage” (朝影) | Shinji Orito  | 1:55          |
| 2.            | „Yume no ato” (夢の跡) | Jun Maeda     | 2:09          |
| 3.            | „Last regrets (Full Chorus Version)” (Słowa: Jun Maeda; Aranżacja: Kazuya Takase (I've Sound); Wykonanie: Ayana)                                 | Jun Maeda     | 6:15          |
| 4.            | „Yakusoku” (約束) | Shinji Orito  | 3:10          |
| 5.            | „2 steps toward” | Shinji Orito  | 2:50          |
| 6.            | „Kigi no koe to hibi no zawameki” (木々の声と日々のざわめき)                                                                                     | Shinji Orito  | 3:23          |
| 7.            | „Kanojotachi no kenkai” (彼女たちの見解) | Shinji Orito  | 2:44          |
| 8.            | „pure snows” | Shinji Orito  | 2:40          |
| 9.            | „Yuki no shōjo” (雪の少女) | Shinji Orito  | 1:42          |
| 10.           | „Hidamari no machi” (日溜りの街) | Shinji Orito  | 3:04          |
| 11.           | „Egao no mukōgawa ni” (笑顔の向こう側に) | Shinji Orito  | 2:54          |
| 12.           | „the fox and the grapes” | OdiakeS       | 1:34          |
| 13.           | „Shōjo no ori” (少女の檻) | OdiakeS       | 1:38          |
| 14.           | „Kizashi” (兆し) | Shinji Orito  | 2:04          |
| 15.           | „Fuyu no hanabi” (冬の花火) | Jun Maeda     | 2:04          |
| 16.           | „Mukai” (霧海) | OdiakeS       | 1:45          |
| 17.           | „Tōdo kōgen” (凍土高原) | Shinji Orito  | 4:01          |
| 18.           | „Zankō” (残光) | Jun Maeda     | 1:58          |
| 19.           | „Kaze o matta hi” (風を待った日) | Shinji Orito  | 3:17          |
| 20.           | „Umaretate no kaze” (生まれたての風) | Shinji Orito  | 4:00          |
| 21.           | „Kaze no tadoritsuku basho (Full Chorus Version)” (風の辿り着く場所) (Słowa: Jun Maeda; Aranżacja: Kazuya Takase (I've Sound); Wykonanie: Ayana) | Shinji Orito  | 6:12          |
| 22.           | „Little fragments” | Shinji Orito  | 2:04          |
| 23.           | „Last regrets (Short Version)” (Słowa: Jun Maeda; Aranżacja: Kazuya Takase (I've Sound); Wykonanie: Ayana)                                       | Jun Maeda     | 2:32          |
| 24.           | „Kaze no tadoritsuku basho (Short Version)” (風の辿り着く場所) (Słowa: Jun Maeda; Aranżacja: Kazuya Takase (I've Sound); Wykonanie: Ayana)       | Shinji Orito  | 7:55          |
|               | |               | 1:13:50       |

### Re-feel
Re-feel to album z utworami z powieści wizualnych Kanon i Air zaaranżowanymi na fortepian. Po raz pierwszy został wydany 28 grudnia 2003 roku podczas 65. Comiket w Japonii przez Key Sounds Label z numerem katalogowym KSLA-0010. Album zawiera dziesięć utworów; pierwsze pięć z Kanon, pozostałe z Air. Z wyjątkiem drugiego i czwartego utworu, które zaaranżowała Riya z Eufonius, wszystkie utwory zaaranżowała Ryō Mizutsuki, wymieniona na albumie jako Kiyo.
| Lista utworów | Lista utworów             | Lista utworów  | Lista utworów | Lista utworów |
| Nr            | Tytuł utworu              | Muzyka         | Aranżacja     | Długość       |
| ------------- | ------------------------- | -------------- | ------------- | ------------- |
| 1.            | „Yakusoku” (約束)         | Shinji Orito   | Ryō Mizutsuki | 4:01          |
| 2.            | „Shōjo no ori” (少女の檻) | OdiakeS        | Riya          | 4:18          |
| 3.            | „Pure Snows”              | Shinji Orito   | Ryō Mizutsuki | 3:39          |
| 4.            | „Yume no ato” (夢の跡)    | Jun Maeda      | Riya          | 3:24          |
| 5.            | „Zankō” (残光)            | Jun Maeda      | Ryō Mizutsuki | 4:14          |
| 6.            | „Natsukage” (夏影)        | Jun Maeda      | Ryō Mizutsuki | 3:16          |
| 7.            | „Denshō” (伝承)           | Magome Togoshi | Ryō Mizutsuki | 4:18          |
| 8.            | „Aozora” (青空)           | Jun Maeda      | Ryō Mizutsuki | 5:33          |
| 9.            | „Yumegatari” (夢語り)     | Shinji Orito   | Ryō Mizutsuki | 4:39          |
| 10.           | „Tori no uta” (鳥の詩)    | Shinji Orito   | Ryō Mizutsuki | 4:11          |
|               |                           |                |               | 41:33         |

### TV Animation Edition Kanon Soundtrack Volume 1
TV Animation Edition Kanon Soundtrack Volume 1 to pierwsza ścieżka dźwiękowa do pierwszej serii anime Kanon wydana 5 maja 2002 roku w Japonii przez Movic z numerem katalogowym MACM-1155. Na płycie znajduje się 31 utworów, które skomponowali, zaaranżowali i wyprodukowali Shinji Orito, Jun Maeda, OdiakeS, Kōji Ueno i Hiroyuki Kōzu. Piosenki „florescence” i „flower” zostały zaśpiewane przez Miho Fujiwarę. Niektóre utwory to nowe aranżacje muzyki z powieści wizualnej Kanon. 
Wszystkie utwory zostały zaaranżowane przez Hiroyukiego Kōzu.
| Lista utworów | Lista utworów                                                                           | Lista utworów | Lista utworów |
| Nr            | Tytuł utworu                                                                            | Muzyka        | Długość       |
| ------------- | --------------------------------------------------------------------------------------- | ------------- | ------------- |
| 1.            | „Yakusoku I” (約束)                                                                     | Shinji Orito  | 0:23          |
| 2.            | „florescence TV edition” (Słowa: Naomi Kosaka; Wykonanie: Miho Fujiwara)                | Kōji Ueno     | 0:31          |
| 3.            | „Yume no ato I” (夢の跡)                                                                | Jun Maeda     | 2:38          |
| 4.            | „Minase Nayuki” (水瀬名雪)                                                              | Hiroyuki Kōzu | 2:49          |
| 5.            | „Kita kara hakobareru kaze” (北から運ばれる風)                                          | Hiroyuki Kōzu | 1:35          |
| 6.            | „Itsumo no michi de” (いつもの道で)                                                     | Hiroyuki Kōzu | 1:40          |
| 7.            | „Fuyu no hanabi I” (冬の花火)                                                           | Jun Maeda     | 2:08          |
| 8.            | „Machi de” (街で)                                                                       | Hiroyuki Kōzu | 1:44          |
| 9.            | „Tsukimiya Ayu” (月宮あゆ)                                                              | Hiroyuki Kōzu | 1:52          |
| 10.           | „Kaze o matta hi I” (風を待った日)                                                      | Shinji Orito  | 3:21          |
| 11.           | „Hazumu kimochi” (弾む気持ち)                                                           | Hiroyuki Kōzu | 1:35          |
| 12.           | „Kanojo no iru fūkei” (彼女のいる風景)                                                  | Hiroyuki Kōzu | 1:48          |
| 13.           | „Misaka Shiori” (美坂栞)                                                                | Hiroyuki Kōzu | 1:36          |
| 14.           | „Kawasumi Mai” (川澄舞)                                                                 | Hiroyuki Kōzu | 1:46          |
| 15.           | „Kokoro no sukima” (心の隙間)                                                           | Hiroyuki Kōzu | 1:48          |
| 16.           | „Shizuka na kanashimi” (静かな悲しみ)                                                   | Hiroyuki Kōzu | 1:41          |
| 17.           | „Jijō” (事情)                                                                           | Hiroyuki Kōzu | 1:33          |
| 18.           | „Sawatari Makoto” (沢渡真琴)                                                            | Hiroyuki Kōzu | 1:54          |
| 19.           | „Sepiairo no kodō” (セピア色の鼓動)                                                     | Hiroyuki Kōzu | 1:54          |
| 20.           | „Maiochiru fuan” (舞い落ちる不安)                                                       | Hiroyuki Kōzu | 1:54          |
| 21.           | „Kaze o matta hi II” (風を待った日)                                                     | Shinji Orito  | 1:41          |
| 22.           | „Mukai I” (霧海)                                                                        | OdiakeS       | 1:42          |
| 23.           | „Munasawagi” (胸騒ぎ)                                                                   | Hiroyuki Kōzu | 1:50          |
| 24.           | „Yami ni hisomu kage” (闇に潜む影)                                                      | Hiroyuki Kōzu | 1:38          |
| 25.           | „Takanaru omoi” (高鳴る想い)                                                            | Hiroyuki Kōzu | 1:49          |
| 26.           | „time suspense I”                                                                       | Hiroyuki Kōzu | 2:21          |
| 27.           | „Umaretate no Asa” (生まれたての朝)                                                     | Shinji Orito  | 2:02          |
| 28.           | „florescence (softly ver.)” (Słowa: Naomi Kosaka; Wykonanie: Miho Fujiwara)             | Kōji Ueno     | 2:13          |
| 29.           | „flower (TV edition)” (Słowa: Naomi Kosaka; Wykonanie: Miho Fujiwara)                   | Masato Kamato | 1:25          |
| 30.           | „florescence (TV edition special ver.)” (Słowa: Naomi Kosaka; Wykonanie: Miho Fujiwara) | Kōji Ueno     | 1:48          |
| 31.           | „Yakusoku II” (約束)                                                                    | Shinji Orito  | 1:48          |
|               |                                                                                         |               | 56:27         |

### TV Animation Edition Kanon Soundtrack Volume 2
TV Animation Edition Kanon Soundtrack Volume 2 to druga ścieżka dźwiękowa do pierwszej serii anime Kanon wydana 5 lipca 2002 roku w Japonii przez Movic z numerem katalogowym MACM-1156. Na dwóch płytach znajduje się łącznie 55 utworów, które skomponowali, zaaranżowali i wyprodukowali Shinji Orito, Jun Maeda, OdiakeS, Kōji Ueno i Hiroyuki Kōzu. Piosenki „florescence” i „flower” zostały zaśpiewane przez Miho Fujiwarę. Niektóre utwory to nowe aranżacje muzyki z powieści wizualnej Kanon. 
Wszystkie utwory zostały zaaranżowane przez Hiroyukiego Kōzu.
| Płyta 1 | Płyta 1                                                                       | Płyta 1       | Płyta 1 |
| Nr      | Tytuł utworu                                                                  | Muzyka        | Długość |
| ------- | ----------------------------------------------------------------------------- | ------------- | ------- |
| 1.      | „florescence preview ver.” (Słowa: Naomi Kosaka; Wykonanie: Miho Fujiwara)    | Kōji Ueno     | 0:34    |
| 2.      | „Yume no ato II” (夢の跡)                                                     | Jun Maeda     | 2:38    |
| 3.      | „Yume no ato music box I” (夢の跡)                                            | Jun Maeda     | 2:27    |
| 4.      | „Minase Nayuki II” (水瀬名雪)                                                 | Hiroyuki Kōzu | 2:33    |
| 5.      | „Yume no ato plus strings I” (夢の跡)                                         | Jun Maeda     | 2:57    |
| 6.      | „time suspense II”                                                            | Hiroyuki Kōzu | 2:31    |
| 7.      | „Zenchō” (前兆)                                                               | Hiroyuki Kōzu | 1:36    |
| 8.      | „Mukai orchestra I” (霧海)                                                    | OdiakeS       | 1:58    |
| 9.      | „Butōkai” (舞踏会)                                                            | Hiroyuki Kōzu | 3:35    |
| 10.     | „Ketsui” (決意)                                                               | Hiroyuki Kōzu | 1:49    |
| 11.     | „Hazumu kimochi II” (弾む気持ち)                                              | Hiroyuki Kōzu | 1:42    |
| 12.     | „Yume no ato plus strings II” (夢の跡)                                        | Jun Maeda     | 2:38    |
| 13.     | „flower softly ver.” (Słowa: Naomi Kosaka; Wykonanie: Miho Fujiwara)          | Masato Kamato | 2:41    |
| 14.     | „Taiji” (対峙)                                                                | Hiroyuki Kōzu | 2:39    |
| 15.     | „Mamono o utsumono I” (魔物を討つ者)                                          | Hiroyuki Kōzu | 4:20    |
| 16.     | „florescence painful ver.” (Słowa: Naomi Kosaka; Wykonanie: Miho Fujiwara)    | Kōji Ueno     | 2:16    |
| 17.     | „Yasuragi no shunkan” (安らぎの瞬間)                                          | Hiroyuki Kōzu | 1:53    |
| 18.     | „Semari kuru kage” (迫り来る影)                                               | Hiroyuki Kōzu | 2:22    |
| 19.     | „Mamono o utsumono II” (魔物を討つ者)                                         | Hiroyuki Kōzu | 1:10    |
| 20.     | „Mamono o utsumono III” (魔物を討つ者)                                        | Hiroyuki Kōzu | 1:04    |
| 21.     | „Mamono o utsumono IV” (魔物を討つ者)                                         | Hiroyuki Kōzu | 1:08    |
| 22.     | „Mamono o utsumono V” (魔物を討つ者)                                          | Hiroyuki Kōzu | 2:00    |
| 23.     | „Mamono o utsumono VI” (魔物を討つ者)                                         | Hiroyuki Kōzu | 0:57    |
| 24.     | „Mamono o utsumono VII” (魔物を討つ者)                                        | Hiroyuki Kōzu | 1:37    |
| 25.     | „Tōdo kōgen I” (凍士高原)                                                     | Shinji Orito  | 2:17    |
| 26.     | „Tōdo kōgen II” (凍士高原)                                                    | Shinji Orito  | 1:37    |
| 27.     | „Mitasareta kioku” (満たされた記憶)                                           | Hiroyuki Kōzu | 1:51    |
| 28.     | „Makoto to no wakare plus guitar” (真琴との別れ)                              | Hiroyuki Kōzu | 2:56    |
| 29.     | „Tsukimiya Ayu plus intro” (月宮あゆ)                                         | Hiroyuki Kōzu | 2:03    |
| 30.     | „Shizuka na kanashimi plus intro” (静かな悲しみ)                              | Hiroyuki Kōzu | 1:54    |
| 31.     | „florescence impressive ver.” (Słowa: Naomi Kosaka; Wykonanie: Miho Fujiwara) | Kōji Ueno     | 2:18    |
| 32.     | „flower music box ver.”                                                       | Masato Kamato | 2:18    |
|         |                                                                               |               | 1:08:19 |

| Płyta 2 | Płyta 2                                                                          | Płyta 2       | Płyta 2 |
| Nr      | Tytuł utworu                                                                     | Muzyka        | Długość |
| ------- | -------------------------------------------------------------------------------- | ------------- | ------- |
| 1.      | „florescence preview short ver.” (Słowa: Naomi Kosaka; Wykonanie: Miho Fujiwara) | Kōji Ueno     | 0:19    |
| 2.      | „Misaka Shiori guitar ver.” (美坂栞)                                             | Hiroyuki Kōzu | 1:50    |
| 3.      | „Misaka Shiori II” (美坂栞)                                                      | Hiroyuki Kōzu | 1:44    |
| 4.      | „Kawasumi Mai II” (川澄舞)                                                       | Hiroyuki Kōzu | 1:57    |
| 5.      | „Hazumu kimochi comical ver.” (弾む気持ち)                                       | Hiroyuki Kōzu | 1:35    |
| 6.      | „Hazumu kimochi easy ver.” (弾む気持ち)                                          | Hiroyuki Kōzu | 1:42    |
| 7.      | „Tsuiseki” (追跡)                                                                | Hiroyuki Kōzu | 1:42    |
| 8.      | „Kokoro no odoro” (心の棘)                                                       | Hiroyuki Kōzu | 1:43    |
| 9.      | „Meiro” (迷路)                                                                   | Hiroyuki Kōzu | 1:36    |
| 10.     | „Maiochiru fuan piano ver.” (舞い落ちる不安)                                     | Hiroyuki Kōzu | 1:59    |
| 11.     | „Iradachi” (苛立ち)                                                              | Hiroyuki Kōzu | 1:58    |
| 12.     | „Munasawagi II” (胸騒ぎ)                                                         | Hiroyuki Kōzu | 1:56    |
| 13.     | „Tsumetai manazashi” (冷たい眼差し)                                              | Hiroyuki Kōzu | 1:48    |
| 14.     | „Mamono o utsumono VIII” (魔物を討つ者)                                          | Hiroyuki Kōzu | 4:27    |
| 15.     | „2 steps toward”                                                                 | Shinji Orito  | 2:03    |
| 16.     | „Yakusoku music box I” (約束)                                                    | Shinji Orito  | 1:37    |
| 17.     | „Yakusoku music box II” (約束)                                                   | Shinji Orito  | 0:24    |
| 18.     | „Mukai orchestra II” (霧海)                                                      | OdiakeS       | 2:14    |
| 19.     | „Mukai orchestra III” (霧海)                                                     | OdiakeS       | 2:26    |
| 20.     | „Makoto to no wakare” (真琴との別れ)                                             | Hiroyuki Kōzu | 3:12    |
| 21.     | „Yume no ato plus strings III” (夢の跡)                                          | Jun Maeda     | 3:18    |
| 22.     | „Yume no ato dramatic ver.” (夢の跡)                                             | Jun Maeda     | 3:02    |
| 23.     | „flower dramatic ver.” (Słowa: Naomi Kosaka; Wykonanie: Miho Fujiwara)           | Masato Kamato | 2:37    |
|         |                                                                                  |               | 47:09   |

### Orgel de kiku sakuhin shū
Orgel de kiku sakuhin shū (jap. オルゴールで聴く作品集) to album z aranżacjami do pierwszej serii anime Kanon wydany 25 lipca 2003 roku w Japonii przez Movic z numerem katalogowym MACM-1167. Album zawiera jedną płytę z piętnastoma utworami ze ścieżki dźwiękowej pierwszego anime Kanon, zaaranżowanymi na pozytywki, fortepiany, harfy, flety, gitary akustyczne i inne instrumenty smyczkowe. Utwory skomponowali Hiroyuki Kōzu, Kōji Ueno i Masato Kamato, a aranżacji dokonała Minami Nozaki.
Wszystkie utwory zostały skomponowane przez Hiroyukiego Kōzu, chyba że zaznaczono inaczej.
| Lista utworów | Lista utworów                                                                    | Lista utworów |
| Nr            | Tytuł utworu                                                                     | Długość       |
| ------------- | -------------------------------------------------------------------------------- | ------------- |
| 1.            | „florescence” (Słowa: Naomi Kosaka; Muzyka: Kōji Ueno; Wykonanie: Miho Fujiwara) | 3:53          |
| 2.            | „Kita kara hakobareru kaze” (北から運ばれる風)                                   | 2:43          |
| 3.            | „Tsukimiya Ayu” (月宮あゆ)                                                       | 2:09          |
| 4.            | „Kanojo no iru fūkei” (彼女のいる風景)                                           | 3:36          |
| 5.            | „Misaka Shiori” (美坂栞)                                                         | 3:01          |
| 6.            | „Yasuragi no shunkan” (安らぎの瞬間)                                             | 3:28          |
| 7.            | „Kawasumi Mai” (川澄舞)                                                          | 3:40          |
| 8.            | „Butōkai” (舞踏会)                                                               | 3:59          |
| 9.            | „Sawatari Makoto” (沢渡真琴)                                                     | 4:17          |
| 10.           | „Sepiairo no kodō” (セピア色の鼓動)                                              | 3:11          |
| 11.           | „Mamono o utsumono VII” (魔物を討つ者)                                           | 2:38          |
| 12.           | „Mitasareta kioku” (満たされた記憶)                                              | 3:27          |
| 13.           | „Makoto to no wakare” (真琴との別れ)                                             | 3:05          |
| 14.           | „Minase Nayuki” (水瀬名雪)                                                       | 4:22          |
| 15.           | „flower” (Słowa: Naomi Kosaka; Muzyka: Masato Kamato; Wykonanie: Miho Fujiwara)  | 3:16          |
|               |                                                                                  | 50:45         |

## Single

### Last regrets / Place of wind which arrives
„Last regrets / Place of wind which arrives” (jap. 風の辿り着く場所 Kaze no tadoritsuku basho) to singel do powieści wizualnej Kanon wydany wraz z jej limitowaną edycją 23 listopada 1999 roku, ale sprzedawany również podczas 57. Comiket 24 grudnia 1999 roku. Singel zawiera siedem utworów, na które składają się oryginalne i instrumentalne wersje dwóch piosenek przewodnich „Last regrets” i „Kaze no tadoritsuku basho” oraz trzy zaaranżowane wersje muzyki tła z powieści wizualnej. Pierwszą połowę ostatniego utworu stanowi skrócona wersja „Kaze no tadoritsuku basho”, po czym następuje dłuższa przerwa i grany jest ukryty utwór „Yuki no shōjo” z męskim wokalem, śpiewany przez Kazuyę Takase z I've Sound. Pozostałymi producentami singla są Jun Maeda, Shinji Orito oraz Magome Togoshi, a Ayana zaśpiewała dwie piosenki przewodnie.  
| Lista utworów | Lista utworów                                                                       | Lista utworów | Lista utworów              | Lista utworów |
| Nr            | Tytuł utworu                                                                        | Muzyka        | Aranżacja                  | Długość       |
| ------------- | ----------------------------------------------------------------------------------- | ------------- | -------------------------- | ------------- |
| 1.            | „Last regrets” (Słowa: Jun Maeda; Wykonanie: Ayana)                                 | Jun Maeda     | Kazuya Takase (I've Sound) | 6:15          |
| 2.            | „Kaze no tadoritsuku basho” (風の辿り着く場所) (Słowa: Jun Maeda; Wykonanie: Ayana) | Shinji Orito  | Kazuya Takase (I've Sound) | 6:11          |
| 3.            | „Asakage” (朝影)                                                                    | Shinji Orito  | Magome Togoshi             | 5:26          |
| 4.            | „Fuyu no hanabi” (冬の花火)                                                         | Jun Maeda     | Shinji Orito               | 3:41          |
| 5.            | „Little fragments”                                                                  | Shinji Orito  | Magome Togoshi             | 4:22          |
| 6.            | „Last regrets (instrumental)”                                                       | Jun Maeda     | Kazuya Takase (I've Sound) | 6:15          |
| 7.            | „Kaze no tadoritsuku basho” (風の辿り着く場所)                                      | Shinji Orito  | Kazuya Takase (I've Sound) | 14:14         |
|               |                                                                                     |               |                            | 46:24         |

### Florescence / Flower
„Florescence / Flower” to singel artystki J-pop Miho Fujiwary wydany po raz pierwszy w Japonii 7 czerwca 2002 roku przez Movic z numerem katalogowym MACM-1157. Singel został wydany w wersji limitowanej, zawierającej o dwa utwory więcej niż standardowa edycja. Pierwszym jest instrumentalna wersja „flower” zawierająca w tle wokal Miho Fujiwary, a drugi to utwór tła dla Akiko Minase, który nie został użyty w pierwszej serii anime Kanon od Toei Animation. Piosenki „florescence” i „flower” z singla zostały wykorzystane odpowiednio w czołówce i tyłówce pierwszego anime Kanon.
| Lista utworów | Lista utworów                                                 | Lista utworów | Lista utworów |
| Nr            | Tytuł utworu                                                  | Muzyka        | Długość       |
| ------------- | ------------------------------------------------------------- | ------------- | ------------- |
| 1.            | „florescence” (Słowa: Naomi Kosaka; Wykonanie: Miho Fujiwara) | Kōji Ueno     | 5:42          |
| 2.            | „flower” (Słowa: Naomi Kosaka; Wykonanie: Miho Fujiwara)      | Masato Kamato | 5:05          |
| 3.            | „florescence (karaoke)”                                       | Kōji Ueno     | 5:42          |
| 4.            | „flower (karaoke)”                                            | Masato Kamato | 5:05          |
| 5.            | „flower” (Słowa: Naomi Kosaka; Wykonanie: Miho Fujiwara)      | Masato Kamato | 5:05          |
| 6.            | „Akiko-san” (秋子さん)                                        | Hiroyuki Kōzu | 0:21          |
|               |                                                               |               | 27:00         |

### Last regrets / Kaze no tadoritsuku basho
„Last regrets / Kaze no tadoritsuku basho” to singel wydany na pamiątkę anime Kanon od Kyoto Animation. Po raz pierwszy został wydany 28 grudnia 2006 roku w Japonii przez Key Sounds Label z numerem katalogowym KSLA-0026. Singel zawiera oryginalne, skrócone i zremiksowane wersje dwóch piosenek przewodnich Kanon „Last regrets” i „Kaze no tadoritsuku basho” śpiewanych przez Ayanę. Utwory skomponowali, zaaranżowali i wyprodukowali Jun Maeda, Shinji Orito, Kazuya Takase z I've Sound oraz Manack. 
| Lista utworów | Lista utworów                                                      | Lista utworów | Lista utworów              | Lista utworów |
| Nr            | Tytuł utworu                                                       | Muzyka        | Aranżacja                  | Długość       |
| ------------- | ------------------------------------------------------------------ | ------------- | -------------------------- | ------------- |
| 1.            | „Last regrets (Original Ver.)”                                     | Jun Maeda     | Kazuya Takase (I've Sound) | 6:16          |
| 2.            | „Kaze no tadoritsuku basho (Original Ver.)” (風の辿り着く場所)     | Shinji Orito  | Kazuya Takase (I've Sound) | 6:13          |
| 3.            | „Last regrets (TV animation Ver.)”                                 | Jun Maeda     | Kazuya Takase (I've Sound) | 1:32          |
| 4.            | „Kaze no tadoritsuku basho (TV animation Ver.)” (風の辿り着く場所) | Shinji Orito  | Kazuya Takase (I've Sound) | 1:32          |
| 5.            | „Last regrets (2006 memorial mix)”                                 | Jun Maeda     | Manack                     | 6:32          |
| 6.            | „Kaze no tadoritsuku basho (2006 memorial mix)” (風の辿り着く場所) | Shinji Orito  | Manack                     | 6:17          |
|               |                                                                    |               |                            | 28:22         |

## Notowania
| Album                                          | Data wydania    | Wytwórnia                    | Format | Najwyższa pozycja na liście Oricon |
| ---------------------------------------------- | --------------- | ---------------------------- | ------ | ---------------------------------- |
| TV Animation Edition Kanon Soundtrack Volume 1 | 5 maja 2002     | Movic (MACM-1155)            | CD     | 98                                 |
| „Florescence/Flower”                           | 7 czerwca 2002  | Movic (MACM-1157)            | CD     | 35                                 |
| TV Animation Edition Kanon Soundtrack Volume 2 | 5 lipca 2002    | Movic (MACM-1156)            | CD     | 53                                 |
| Orgel de kiku sakuhin shū                      | 25 lipca 2003   | Movic (MACM-1167)            | CD     | 241                                |
| „Last regrets/Kaze no tadoritsuku basho”       | 28 grudnia 2006 | Key Sounds Label (KSLA-0026) | CD     | 40                                 |